# Agerskov (Tønder Kommune)
 For alternative betydninger, se Agerskov. (Se også artikler, som begynder med Agerskov)
Agerskov (tysk: Aggerschau) er en by i det centrale Sønderjylland med 1.175 indbyggere  (2025), beliggende 30 km sydvest for Haderslev, 16 km nordvest for Rødekro, 9 km sydøst for Toftlund og 31 km nordøst for Tønder. Byen hører til Tønder Kommune og ligger i Region Syddanmark. I 1970-2006 hørte byen til Nørre Rangstrup Kommune med kommunesæde i Toftlund.
Agerskov hører til Agerskov Sogn. Agerskov Kirke ligger i byen. Kirken bruges også af Agerskov Valgmenighed, der er stiftet i 2010 og har 83 voksne medlemmer og 47 børn.

## Faciliteter
- Agerskov Skole har 84 elever, fordelt på 0.-6. klassetrin med én klasse på hvert trin. Skolen er en afdeling under Toftlund Distriktsskole, som har overbygning med 7.-9. klassetrin.[3]
- Agerskov Kristne Friskole har 0.-9. klasse og bor i de gamle folkeskolebygninger midt i byen.[4]
- Agerskov Hallen benyttes af Agerskov Ungdomsforening.[5]
- Agerskov Børnehus er en selvejende daginstitution, normeret til 58 børn på 3-6 år og en småbørnsgruppe med 16 børn på 0-3 år, som har deres eget parcelhus. Børnehuset har 16 ansatte.
- Agerskov Ungdomsskole har en svømmehal, der også er åben for de lokale borgere.
- Agerskov Kro er en kongelig privilegeret landevejskro med rettigheder fra 1767. Den var i gamle dage tingsted og husede desuden brændevinsbrænderi, ølbryggeri og høkeri. Kroen har 46 værelser, 3 lejligheder og 4 suiter med spa, 4 restaurationslokaler og 2 selskabslokaler med plads til hhv. 50 og 240 deltagere.[6]
- Agerskov Friplejehjem Møllevangen har 1-rums boliger med stort badeværelse og er renoveret i 2006.[7]
- Byen har købmand, pizzeria og tankstation.

## Historie
3 km nordøst for byen ligger rester af Forsvarsbatteriet i Gammelskovkrat, der indgik i Sikringsstilling Nord.

### Jernbanen
Agerskov fik i 1904 station på Haderslev Amts Jernbaners strækning Ustrup-Toftlund. Ustrup Station blev hermed et knudepunkt, fordi den allerede i 1899 havde fået forbindelse med både Haderslev og Vojens. I Over Jerstal var der forbindelse med Vamdrup-Padborg-banen (statsbane). Fra Toftlund blev amtsbanen forlænget mod vest til Arnum i 1910 og i 1911 videre til Skærbæk, hvor der var forbindelse med Ribe-Tønder Jernbane (også statsbane).
Strækningen Haderslev-Toftlund blev nedlagt i 1939 som den sidste rest af Haderslev Amtsbaner. Stationsbygningen er bevaret på Mejerivej 1.

### Genforeningssten
I et anlæg over for Hovedgaden 46 står en sten, der blev rejst i 1930 til minde om Genforeningen i 1920.

### Stationsbyen
På det lave målebordsblad efter 1920 ses foruden kroen mejeri, elværk, postkontor og lægebolig.

## Kendte personer
- Ole Birk Olesen (1972-), politiker, folketingsmedlem for Liberal Alliance og minister.
- Tommy Ahlers (1975-), iværksætter og politiker for Venstre.
- Frank Erichsen (1983-), TV-personlighed fra DR2's program Bonderøven, foredragsholder og forfatter.